# 1929年の宝塚歌劇公演一覧
本項目では、1929年の宝塚歌劇公演一覧（1929ねんのたからづかかげきこうえんいちらん）について示す。

## 一覧
（）内は、作者または演出者名。

### 宝塚公演

#### 花組
- 1月1日 - 1月31日　宝塚大劇場
  - 『田舎と都會』（竹原光三）　　
  - 『耳無釜』（久松一聲）　　
  - 『壽式三番』（楳茂都陸平）　　
  - 『紐育行進曲』（岸田辰彌）

#### 雪組
- 2月1日 - 2月28日　宝塚大劇場
  - 『東海道膝栗毛』（竹原光三）　
  - 『フアウスト』（エレナ・オソフスカヤ・メッテル）　　
  - 『雪消の澤』（小野晴通）　　
  - 『紐育行進曲』（岸田辰彌）

#### 月組
- 3月1日 - 3月31日　宝塚大劇場
  - 『善玉惡玉』（宇津秀男）　
  - 『榎の僧正』（久松一聲）　　
  - 『羅浮仙』（楳茂都陸平）　　
  - 『姉と妹』（岸田辰彌）　　
  - 『象曳女金平』（久松一聲）

#### 花組
- 4月1日 - 4月30日　宝塚大劇場
  - 『節約結婚』（竹原光三）　
  - 『繪踏』（久松一聲）　
  - 『エスパーダ』（岸田辰彌）
  - 『春のをどり』（楳茂都陸平）

#### 雪組
- 5月1日 - 5月31日　宝塚大劇場
  - 『草摺引』（阪東のしほ）　
  - 『サーカス』（岩村和雄）　　
  - 『吃又』（久松一聲）　　　
  - 『春のをどり』（楳茂都陸平）

#### 月組
- 6月1日 - 6月30日　宝塚大劇場
  - 『サーカス』（岩村和雄）
  - 『巷談日本妖怪選』（竹原光三）
  - 『ドナウの漣』（楳茂都陸平）
  - 『矢口の渡し』（小野晴通）
  - 『トーキーの時代』（宇津秀男）

#### 花組
- 7月1日 - 7月31日　宝塚大劇場
  - 『クラウスの頓智』（宇津秀男）　　
  - 『伏見巷談』（小野晴通）　　
  - 『江差追分』（阪東のしほ）　　
  - 『黒髪』（阪東のしほ）
  - 『寳塚の印象』（阪東のしほ）
  - 『加茂詣』（久松一聲）　　
  - 『トーキー時代』（宇津秀男）

#### 雪組
- 8月1日 - 8月31日　宝塚大劇場
  - 『今昔兜軍記』（久松一聲）　
  - 『光源氏旅日記』（阪東のしほ）　
  - 『シンデレラ』（岸田辰彌）

#### 月組
- 9月1日 - 9月30日　宝塚大劇場
  - 『江戸名物詩』（竹原光三）　　
  - 『牧神の午後』（楳茂都陸平）
  - 『石馬寺の快異』（久松一聲）　　
  - 『シンデレラ』（岸田辰彌）

#### 花組
- 10月1日 - 10月31日　宝塚大劇場
  - 『村芝居』（水田茂）　
  - 『ツエツペリン』（岩村和雄）　　
  - 『南蠻寺記』（小野晴通）
  - 『シンデレラ』（岸田辰彌）

#### 雪組
- 11月1日 - 11月30日　宝塚大劇場
  - 『光』（楳茂都陸平）
  - 『千姫』（久松一聲）
  - 『秘密の扉』（岸田辰彌）　　
  - 『金平化生退治』（鎌谷來水、楳茂都陸平）　
  - 『木曾街道膝栗毛』（竹原光三）

#### 月組
- 12月1日 - 12月28日　宝塚中劇場
  - 『靴直しシモン』（宇津秀男）　　
  - 『後の景淸』（小野晴通）　　
  - 『落葉』（楳茂都陸平）　　
  - 『賣切れ申候』（水田茂）　　
  - 『天上の悟空』（阪東のしほ）

### 東京公演

#### 雪組
- 3月26日 - 3月30日　歌舞伎座
  - 『小野道風』（引田一郎）
  - 『舞踊小品』（楳茂都陸平）
  - 『土佐坊煙草攻』（久松一聲）
  - 『紐育行進曲』（岸田辰彌）

#### 月組
- 7月26日 - 8月1日　歌舞伎座
  - 『平家村』（久松一聲）
  - 『サーカス』（岩村和雄）
  - 『二人神樂師』（竹原光三）
  - 『ハレムの宮殿』（岸田辰彌）

#### 花組
- 11月26日 - 12月1日　歌舞伎座
  - 『光』（楳茂都陸平）
  - 『裸業平』（久松一聲）
  - 『シンデレラ』（岸田辰彌）

### 宝塚・東京以外の公演
- 雪組　1月7日　大阪・中央公会堂
  - 『素盞鳴尊』
  - 『四人の歩哨』（岸田辰彌）
  - 『桃源の朝比奈』（久松一聲）
  - 『舞踊小品』（楳茂都陸平）

- 雪組　4月1日 - 4月3日　名古屋・御園座

- 雪組　4月13日・14日　京都・岡崎公会堂

- 6月8日・9日　岡山公会堂

- 月組　10月23日・24日　京都・岡崎公会堂